# Okręg wyborczy Port Adelaide
Okręg wyborczy Port Adelaide (ang. Division of Port Adelaide) – jednomandatowy okręg wyborczy do Izby Reprezentantów Australii, położony w północnej części Adelaide. Został utworzony przed wyborami w 1949 roku, jego nazwa pochodzi od portu w Adelaide. 

## Lista posłów
| okres urzędowania | poseł           | przynależność             |
| ----------------- | --------------- | ------------------------- |
| 1949-1963         | Albert Thompson | Australijska Partia Pracy |
| 1963-1974         | Fred Birrell    | Australijska Partia Pracy |
| 1974-1988         | Mick Young      | Australijska Partia Pracy |
| 1988-2007         | Rod Sawford     | Australijska Partia Pracy |
| od 2007           | Mark Butler     | Australijska Partia Pracy |

źródło: 